# Mezinárodní letiště Novosibirsk-Tolmačovo
Mezinárodní letiště Novosibirsk-Tolmačovo (rusky Международный аэропорт Новосибирск (Толмачёво)) je mezinárodní letiště v městečku Ob, 16 km od centra Novosibirsku. Roku 2016 obsloužilo 4 097 490 cestujících, bylo tak nejvytíženějším letištěm Sibiře a 8. nejvytíženějším letištěm v Rusku. Důležitou roli hraje také v nákladní dopravě, neboť přes něj prochází letecké trasy z východní Asie (Soul, Šanghaj, Hongkong) do Evropy.

## Historie
Letiště bylo uvedeno do provozu 12. července 1957, kdy z Tolmačova vzlétnul první linkový Tupolev Tu-104 do Moskvy. Roku 1995 bylo převedeno na akciovou společnost a 49% akcií bylo privatizováno. V roce 1997 byl otevřen nový mezinárodní terminál, schopný odbavit 450 cestujících za hodinu, terminál pro vnitrostátní lety byl roku 2006 kompletně zrenovován. V roce 2010 byla dokončena nová vzletová a přistávací dráha (16/34). O rok později získalo Tolmačovo jako druhé letiště v Rusku certifikát pro přijímání Airbusu A380 a jako první v Rusku začalo přijímat nákladní Boeingy 747-8 společnosti Cargolux. Roku 2015 byla dokončena další velká rekonstrukce.

## Statistiky
| Rok  | Celkem cestujících | Vnitrostátní | Mezinárodní | Počet vzletů | Tuny nákladů |
| ---- | ------------------ | ------------ | ----------- | ------------ | ------------ |
| 2002 | 1 241 347          | 952 400      | 288 900     | 10 030       | 15 966       |
| 2003 | 1 363 952          | 1 073 900    | 290 000     | 9 872        | 16 233       |
| 2004 | 1 539 777          | 1 199 500    | 340 300     | 10 615       | 17 289       |
| 2005 | 1 647 940          | 1 268 500    | 379 400     | 10 852       | 15 556       |
| 2006 | 1 656 901          | 1 299 700    | 357 200     | 11 374       | 16 158       |
| 2007 | 1 873 496          | 1 459 200    | 414 300     | 12 162       | 18 521       |
| 2008 | 2 109 424          | 1 643 900    | 465 500     | 13 860       | 20 547       |
| 2009 | 1 804 297          | 1 366 500    | 437 800     | 12 019       | 16 428       |
| 2010 | 2 261 630          | 1 575 185    | 686 442     | 14 264       | 19 663       |
| 2011 | 2 765 884          | 1 772 566    | 993 316     | 17 277       | 21 812       |
| 2012 | 3 266 745          | 2 015 767    | 1 250 978   | 18 535       | 28 028       |
| 2013 | 3 748 211          | 2 191 304    | 1 556 907   | 20 838       | 29 947       |
| 2014 | 3 957 667          | 2 431 238    | 1 526 429   | 21 374       | 28 602       |
| 2015 | 3 703 211          | 2 600 974    | 1 102 237   | 20 862       | 23 706       |
| 2016 | 4 097 490          | 3 017 226    | 1 080 264   | 21 888       | 24 882       |

## Galerie

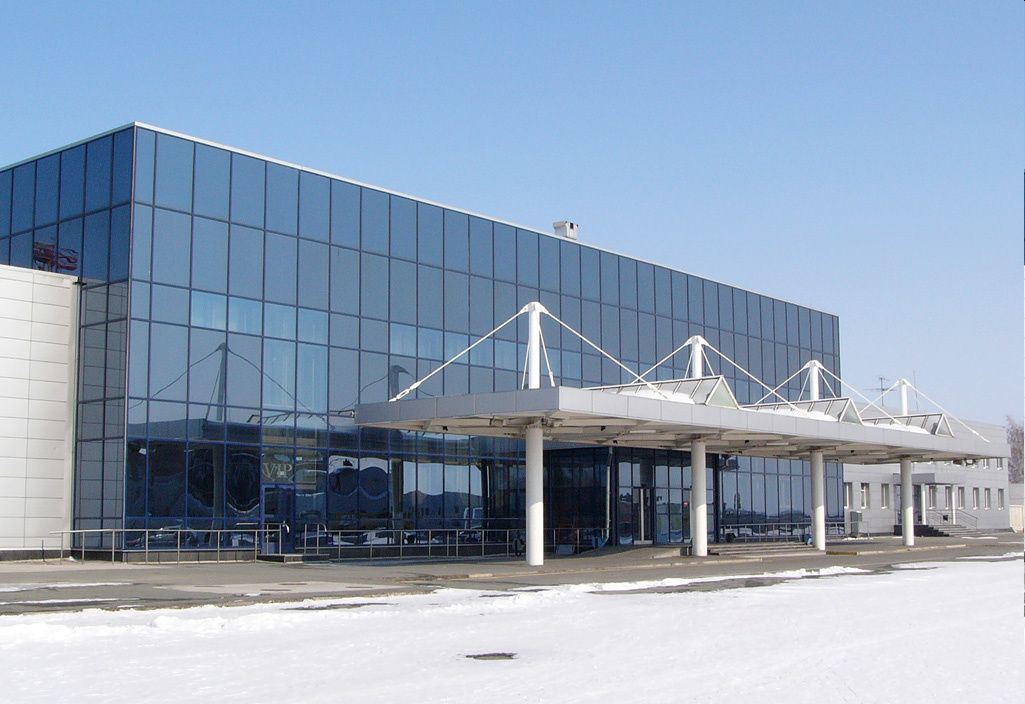
Terminál B (mezinárodní lety)
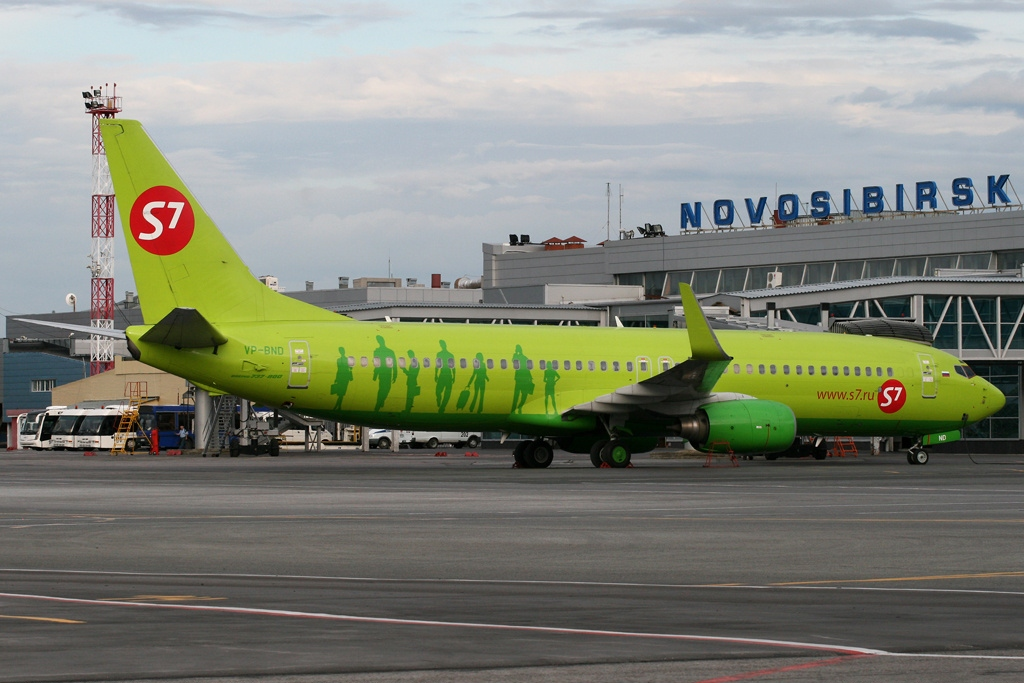
Boeing 737-800 společnosti S7 Airlines
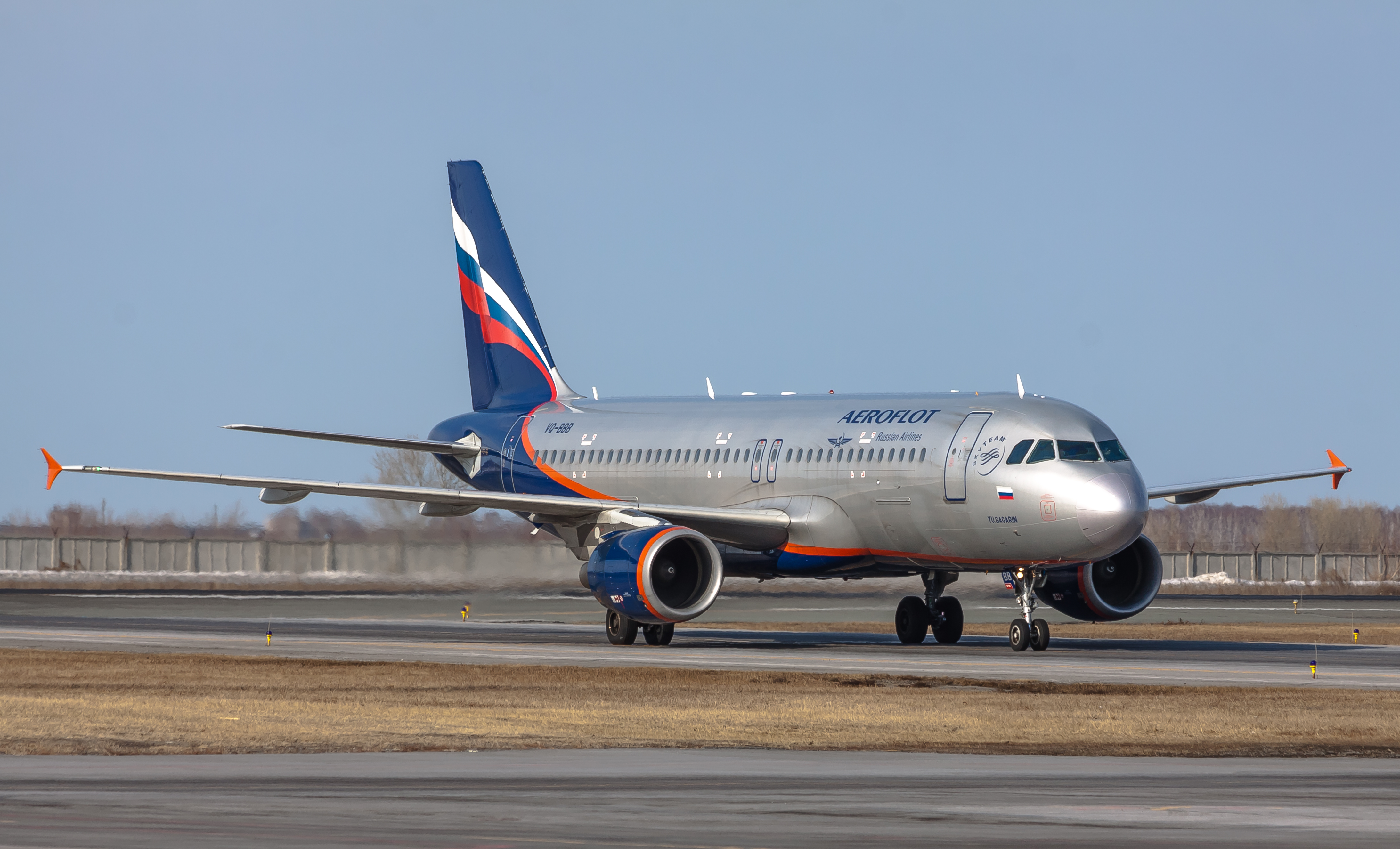
Airbus A320 společnosti Aeroflot
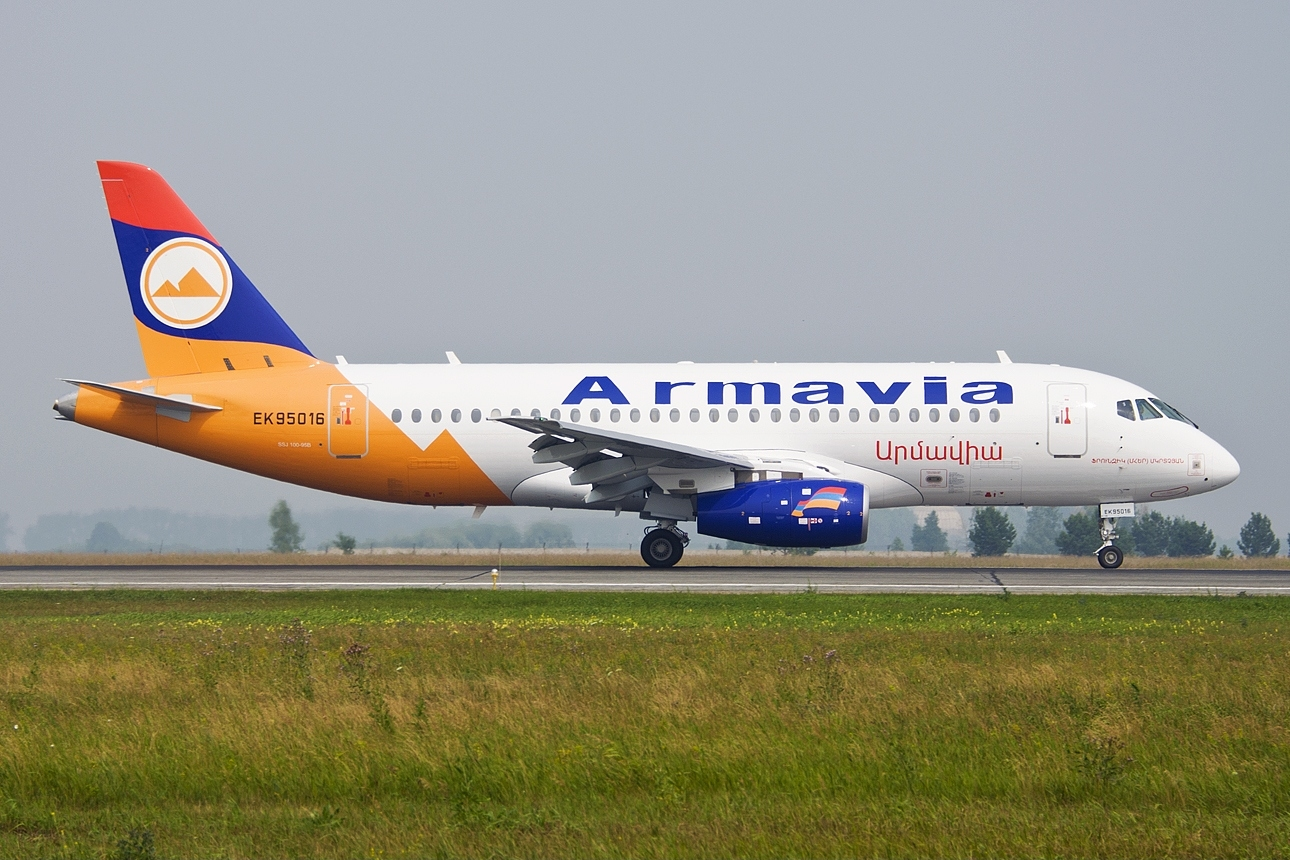
Suchoj Superjet 100 společnosti Armavia
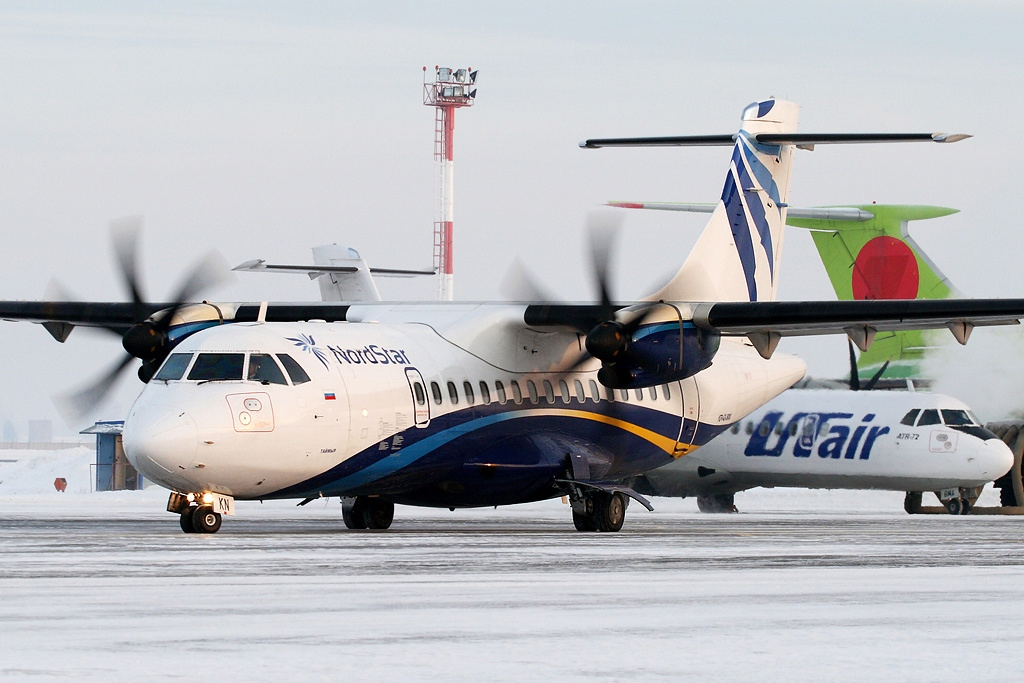
ATR 42 společnosti NordStar
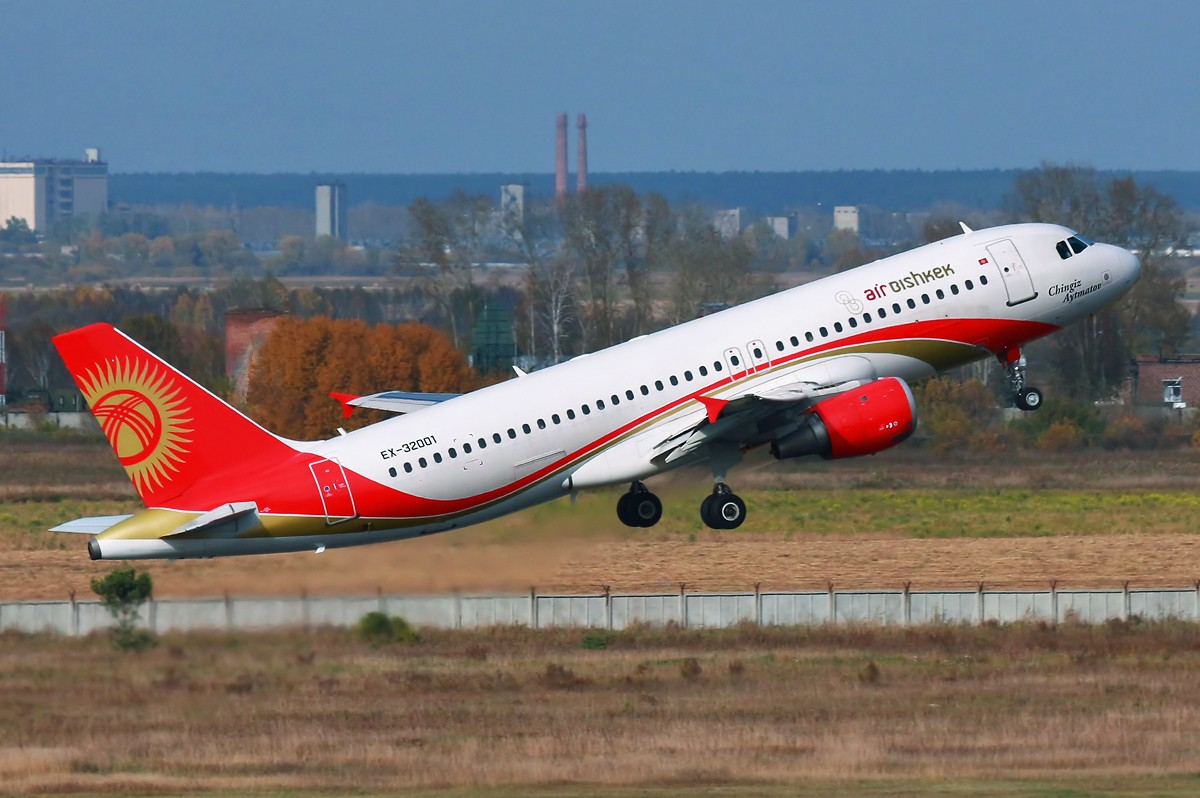
Airbus A320 společnosti Air Bishkek
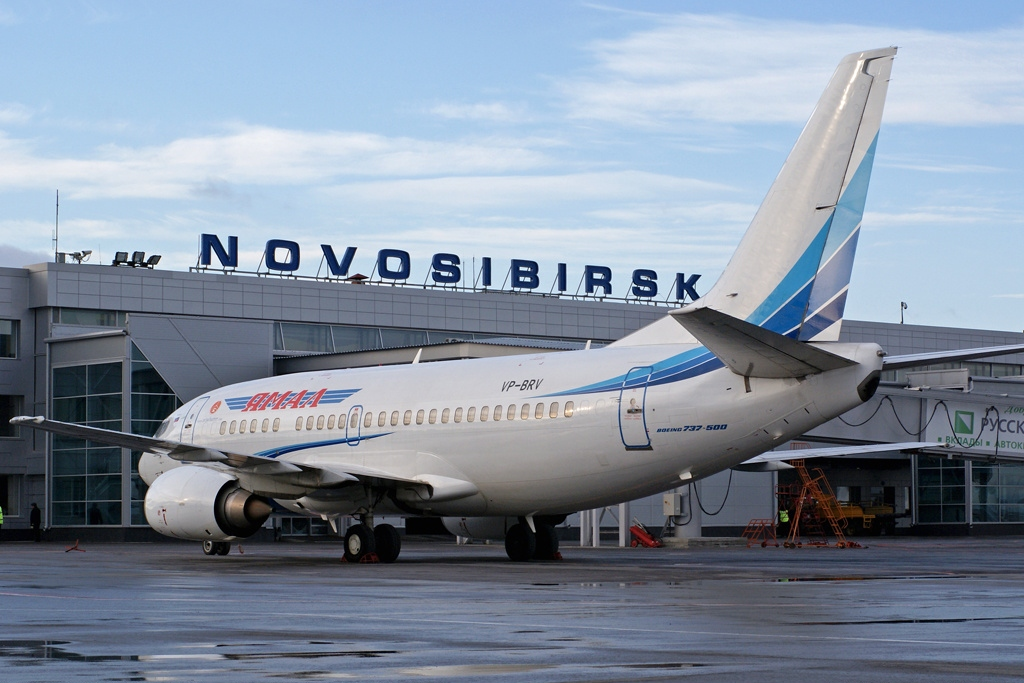
Boeing 737-500 společnosti Jamal
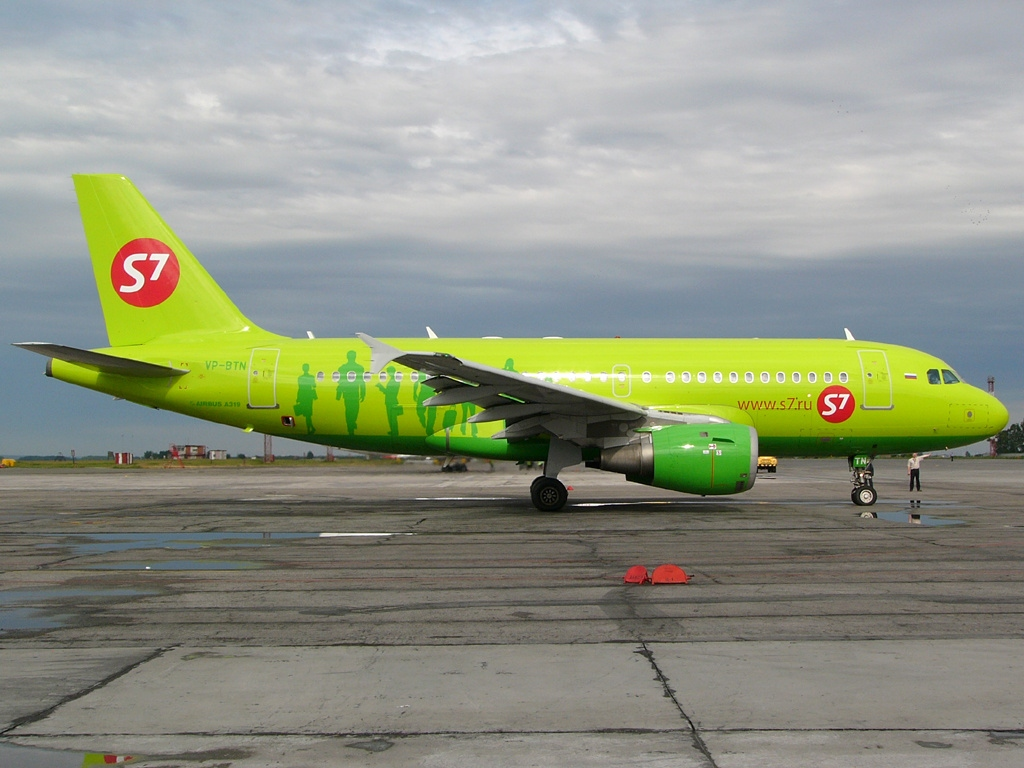
Airbus A319 společnosti S7 Airlines
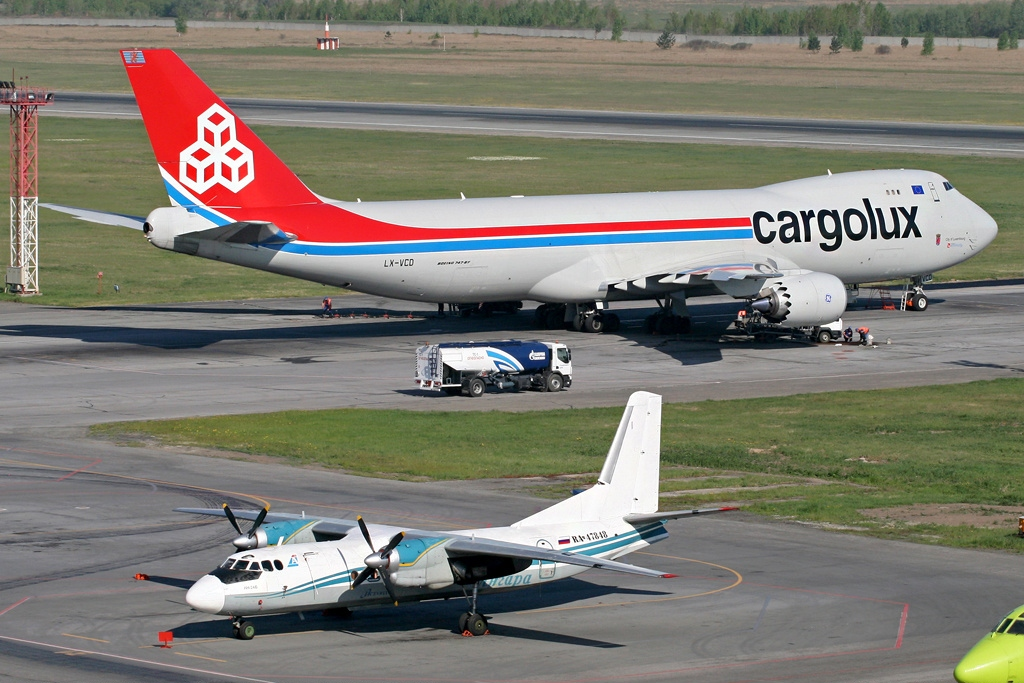
Antonov An-24 společnosti Angara a Boeing 747 společnosti Cargolux
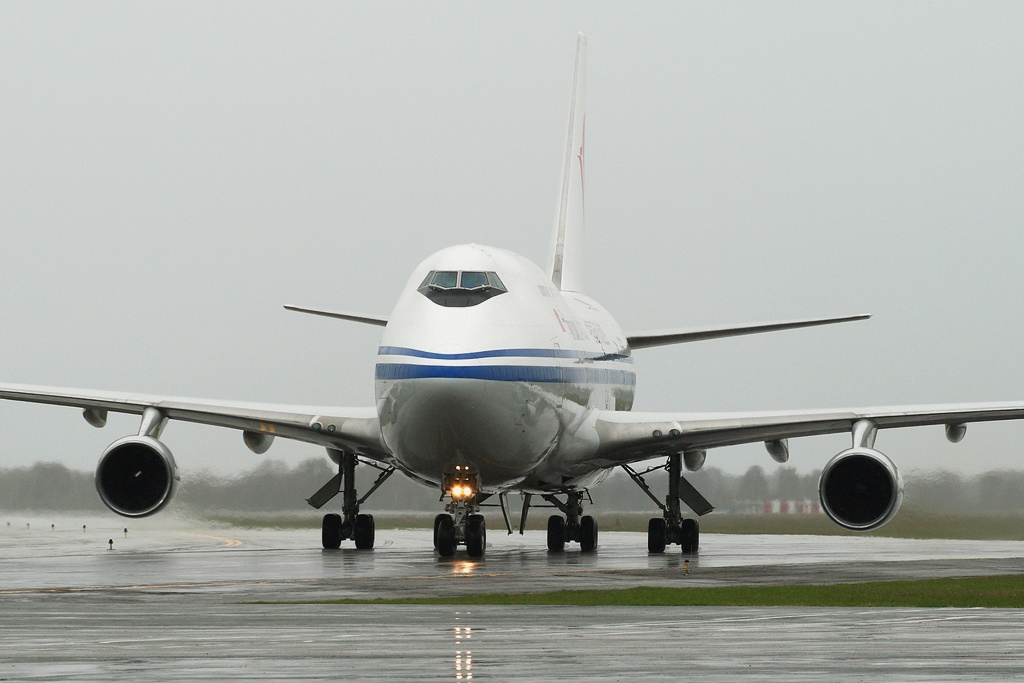
Boeing 747 společnosti Air China Cargo